# Kukua clypeata
Kukua clypeata är en stekelart som beskrevs av Boucek 1993. Kukua clypeata ingår i släktet Kukua och familjen puppglanssteklar. Inga underarter finns listade i Catalogue of Life.